# Esteve Milutin
Esteve Uroš II Milutin (serbi: Стефан Урош II Милутин, 1253 - 29 d'octubre del 1321) fou el fill petit d'Esteve Uroš I, de la casa de Nemanjić, i Helena d'Anjou, i el germà d'Esteve Dragutin. Fou rei de Raška, Montenegro, Hercegovina i tots els serbis (1282-1321).
Després de l'abdicació del seu germà, esdevingué rei als 29 anys i començà a utilitzar el nom del seu pare. Sota el seu regne, Sèrbia esdevingué la potència dominant dels Balcans. Regnà sobre gairebé tota la Sèrbia actual (menys Belgrad i Voivodina), Montenegro, Hercegovina, el sud de Dalmàcia i el nord d'Albània. Quan el principat búlgar de Vidin inicià una campanya contra Sèrbia, Milutin el vencé i conquerí amb el seu germà el principat de Braničevo, que depenia de Vidin. Així, Sèrbia tingué per primera vegada una frontera al Danubi.
Milutin era conegut com un aficionat a l'art i constructor d'esglésies. Va ordenar la construcció i renovació de 40 esglésies i monestirs, dels quals el monestir de Gračanica a Kosovo és un dels més importants. També fou responsable de la renovació del monestir de Khilandar, al mont Atos.
Esteve Milutin morí el 1321 al castell de Nerodimlja, a l'actual Kosovo, i fou enterrat a Sofia. Fou succeït pel seu fill exiliat, Esteve Uroš III de Dečani.